# Botswana International 2011
Die Botswana International 2011 im Badminton fanden vom 25. bis zum 27. November 2011 in Gaborone statt. 

## Sieger und Platzierte
| Disziplin    | Gold                            | Silber                                | Bronze                             |
| ------------ | ------------------------------- | ------------------------------------- | ---------------------------------- |
| Herreneinzel | Edwin Ekiring                   | Misha Zilberman                       | Jinkan Ifraimu                     |
| Herreneinzel | Edwin Ekiring                   | Misha Zilberman                       | Jan Fröhlich                       |
| Dameneinzel  | Claudia Mayer                   | Grace Gabriel                         | Barbara Matias                     |
| Dameneinzel  | Claudia Mayer                   | Grace Gabriel                         | Hadia Hosny                        |
| Herrendoppel | Jinkan Ifraimu Ola Fagbemi      | Dorian James Willem Viljoen           | Godwin Mathumo Oreeditse Thela     |
| Herrendoppel | Jinkan Ifraimu Ola Fagbemi      | Dorian James Willem Viljoen           | Andries Malan James Hilton McManus |
| Damendoppel  | Michelle Edwards Annari Viljoen | Michelle Butler-Emmett Stacey Doubell | Hadia Hosny Rajae Rochdy           |
| Damendoppel  | Michelle Edwards Annari Viljoen | Michelle Butler-Emmett Stacey Doubell | Karen Foo Kune Kate Foo Kune       |
| Mixed        | Dorian James Michelle Edwards   | Ola Fagbemi Susan Ideh                | Oreeditse Thela Botho Makubate     |
| Mixed        | Dorian James Michelle Edwards   | Ola Fagbemi Susan Ideh                | Willem Viljoen Annari Viljoen      |